# 前1200年代
| 千纪： | 前2千纪 |
| 世纪： | 前14世纪 \| 前13世纪 \| 前12世纪                                                                                     |
| 年代： | 前1230年代 \| 前1220年代 \| 前1210年代 \| 前1200年代 \| 前1190年代 \| 前1180年代 \| 前1170年代                       |
| 年份： | 前1209年 \| 前1208年 \| 前1207年 \| 前1206年 \| 前1205年 \| 前1204年 \| 前1203年 \| 前1202年 \| 前1201年 \| 前1200年 |

## 大事紀
- 前1209年，法老麦伦普塔宣稱戰勝了以色列人.
- 多利亞人的入侵毀滅了古希臘的邁錫尼文明，希臘歷史進入希臘黑暗時代。
- 中国出现马战车。
- 中国出现甲骨文。